# باتريشيا بلشر
باتريشيا بلشر (بالإنجليزية: Patricia Belcher)‏ هي ممثلة أمريكية، ولدت في 7 أبريل 1954 في الولايات المتحدة.

## أعمال

### أفلام
- (2001) جيبرز كريبرز[5]
- (2007) العدد 23

### مسلسلات
- اسمي إيرل
- بونز
- ذا ميدل
- كولد كيس
- كيف قابلت أمكما
- ويدز

## وصلات خارجية
- باتريشيا بلشر على موقع IMDb (الإنجليزية)
- باتريشيا بلشر على موقع ألو سيني (الفرنسية)
- باتريشيا بلشر على موقع أول موفي (الإنجليزية)
- باتريشيا بلشر على موقع قاعدة بيانات الأفلام السويدية (السويدية)
- باتريشيا بلشر على موقع قاعدة بيانات الفيلم (الإنجليزية)
- باتريشيا بلشر على موقع كينوبويسك (الروسية)